# لويس إل. كولينز
لويس إل. كولينز (بالإنجليزية: Louis L. Collins)‏ هو محامي وسياسي أمريكي، ولد في 6 أكتوبر 1882 في سانت كلاود في الولايات المتحدة، وتوفي بنفس المكان في 24 يونيو 1950. حزبياً، نشط في الحزب الجمهوري.